# اللغة الماسينية
اللغة الماسينية ضرب من الغة الفولانية يتكلم به الفولانيون وغيرهم في منطقة دلتا النيجر الداخلية التي يقال لها ماسينا وسط مالي في غرب إفريقيا.